# 薄葉牛皮消
薄葉牛皮消（学名：Cynanchum boudieri）为蘿藦科牛皮消屬下的一个种。